# クララ・シューマン
クラーラ・ヨゼフィーネ・シューマン（Clara Josephine Wieck-Schumann, 1819年9月13日 - 1896年5月20日）は、ドイツのピアニスト、作曲家。19世紀に活躍した女性ピアニストであり、また作曲家ロベルト・シューマンの妻としても広く知られている。
ピアノ教師フリードリヒ・ヴィーク (Friedrich Wieck) の次女として生まれる。プロデビューは9歳だった1828年、ライプツィヒ・ゲヴァントハウス管弦楽団の演奏会で、モーツァルトのピアノ協奏曲のソリストを務めた。当時のライプツィヒ、ザクセン王国のみならず、現在のドイツ全域に天才少女としてその名を知られるようになり、以後、19世紀において最も高名なピアニストとなった。
現代においても、ヨーロッパ共通通貨ユーロに統合される前の、最後の100マルク紙幣にクララの肖像が使われていた。
なお、夫ロベルトの死後、クララがそれまでも親交が深かったヨハネス・ブラームスと恋愛関係になったという説が現代に至るまであるが、それを裏付けるものは全くない。

## 生涯
- 1819年 9月13日、ザクセン王国ライプツィヒに生まれる。
- 1824年 父フリードリヒにピアノを習い始める。
- 1828年 プロデビュー、ゲヴァントハウスでモーツァルト・ピアノ協奏曲のソリストを務める。同年、ロベルト・シューマンがクララの父フリードリヒに師事する。
- 1836年 フリードリヒにロベルトとの交際を禁止される。後にフリードリヒを相手取って裁判を起こす。
- 1840年 9月12日、ロベルトと結婚（クララ20歳／ロベルト30歳）。
- 1843年 フリードリヒと和解。
- 1856年 7月29日、ロベルト死去。
- 1877年 ロベルトの作品全集の編纂を始める。
- 1896年 脳出血のため死去。

## 音楽家としての足跡
クララの父フリードリヒ・ヴィークはクララが幼いときに妻（クララの母で歌手）と離婚した。妻の収入に頼っていた父フリードリヒは自らの子たちに目を向け、一番可能性がありそうなクララにだけ教育を施し、他の子供の育児を放棄していたという。彼はクララを「第二のモーツァルト」に仕立てようとしていたとも言われている。一説には彼女が日記に書く内容まで指示していたという。
クララが12歳の頃には彼女はヨーロッパで演奏会をして回るようになり、聴衆はもちろん多くの音楽好き著名人や皇帝、音楽家などからも絶賛された。『新音楽時報』ではフランツ・リスト、ジギスモント・タールベルク、アントン・ルビンシテインと同等に評価され、1838年当時のオーストリア皇帝フェルディナント1世は、18歳の彼女を「天才少女（ヴンダーメートヒェン）」と呼び、オーストリアでもっとも栄誉ある「王室皇室内楽奏者」の称号（外国人女性の立場では前例のない名誉）を与え、また多くの神童（青年メンデルスゾーンなど）達を自宅に招き演奏させていた詩人ゲーテも「才能ある芸術家クララ・ヴィークのために」という銘文を刻んだメダルを贈った。クララの演奏を聞いたショパンは「僕の練習曲集を弾ける唯一のドイツ人女性」と絶賛し、その演奏のことをショパンから聞いたリストは、ライプツィヒの出版業者フリードリッヒ・ホフマイスターの手紙の中で、「力強く、知性的に、正確に」弾くこの若い女性の演奏を今すぐにでも聴きたい、そのようなピアニストがいることは「どの国でもきわめて稀な現象」であると書いた。
彼女は父ヴィークから演奏家としての責任は、作曲家の精神と意図にできる限り近い演奏をすることと教えられていたので、演奏する曲をトリルや極端なテンポなどで好きなように装飾するリストの演奏には否定的であった。もし生徒が速いパッセージを意味のない技巧だけで通りすぎようとすると、パッセージワークをするのではありません！どうして美しいものを見ずに素通りするのですか。どうして少し時間をかけて楽しまないのです、と言った。
作曲家としても幼くして才能を発揮していた。しかし、当時は女性が作曲家になることは世間に認められておらず、女性というだけで曲を正当に評価してもらえなかった。そのために37歳の頃に作曲をやめ、ピアニストおよびピアノ教師として生きることを決意する。彼女の作品を聴いたリストは

「クララ・シューマンの作品は本当に驚くべきものです。特に女性としては。それらの中には、タールベルク（リストのライバル）の過去と現在のすべての幻想曲と比べてみても、100倍もの独創性と真の感受性があります」

と絶賛した手紙をパリの音楽誌『ルビュ・エ・ガゼット・ミュジカル』と『新音楽時報』に投稿し、クララの歌曲3曲をピアノ独奏曲に編曲した。
ロベルトとは若い時から協作を行っていた。自分たちで作った主題をやり取りしあった結果として、ロベルトは『クララ・ヴィークの主題による即興曲』、『ピアノソナタ第3番』にクララの主題を用いている。また、ロベルトの早い晩年には共同でフーガ研究にいそしみ、それぞれフーガを残している（クララの作品はロベルトから与えられた主題を基にしている）。また、初期のピアノ協奏曲はオーケストレーションの際にロベルトの手を借りている。
ロベルト・シューマンとは8人の子供を儲けた。1840年代はひっきりなしに妊娠しながら、ヨーロッパを回って演奏会を行っており、大変なハードスケジュールであったことが日記に残されている。ただし子沢山ではあったが、長男エミールは1歳で死亡し、末子フェリックスはロベルトが精神病院に収容されたので父の顔を覚えていない（フェリックスには詩の才能があり、ブラームスの「我が恋は緑」Op.63-5など3曲の詩に曲を付けている）。三男フェルディナントはロベルトの精神障害が部分的に遺伝したことが原因で自殺した。なお、ロベルトは子煩悩であったが、彼女自身は「子供は3、4人で十分」という言葉を残している。ロベルトの死後、クララは精神病のイメージが付いて回った彼の名誉を守るために奔走し、最晩年の作品のほとんどや手紙の大半を廃棄しているため、後世からは批判を受けることとなった。
クララは三男フェルディナントの長女ユーリエをフランクフルトの自宅に引き取って育てていたが、ユーリエがベルリンの寄宿学校に入った時からクララは彼女宛に手紙を出していた。50通にのぼるその書簡は親族によって大切に保管され、1990年に出版された。
多くの弟子を残したものの、シューマン演奏に晩年まで執心したのは、最後の直弟子であり、世界初のシューマンのピアノ独奏作品選集の録音を残した、作曲家兼ピアニストのアデリーナ・ダ・ララ（1872年 - 1961年）だけだった。

## ブラームスとの関係
現在でもブラームスのクララとの不倫説が絶えないが、それを裏付けるものは全くない。事実として存在するのは、ブラームスとクララは生涯にわたって親交が深い友人であったということだけである。
なお、ブラームスはクララが没した翌年、後を追うように病没している。ブラームスはクララの危篤の報を受け取り汽車に飛び乗ったが、間違えて各駅停車の列車に乗ったために遠回りとなり葬儀に立ち会えず、ボンにある夫ロベルト・シューマンの墓へ埋葬される直前にやっと間に合い、閉じられた棺を垣間見ただけであったという。

## 作品

### ピアノ独奏曲
- 4つのポロネーズ Op．1
- 9つのワルツ形式・狂想曲 Op.2
- ロマンス変奏曲 Op.3
  - ロベルトがこの曲による「クララ・ヴィークの主題による即興曲 Op.5」を作曲している。
- ロマンティック・ワルツ Op.4
- 4つの性格的小品 Op.5
- 音楽の夜会 Op.6
- ベッリーニの「海賊の歌」による演奏会用変奏曲 Op.8
- 即興曲「ヴィーンの想い出」　Op.9
- スケルツォ・ニ短調 Op.10
- 3つのロマンス Op.11
- スケルツォ・ハ短調 Op.14
- 4つの束の間の小品 Op.15
  - 第4曲スケルツォをピアノソナタに転用。
- 3つの前奏曲とフーガ Op.16
- ロベルト・シューマンの主題による変奏曲 Op.20
  - ロベルトの「色とりどりの小品 Op.99」の第4曲「アルバムの綴り第1番」を主題としている。ブラームスが同じ主題で「変奏曲 Op.9」を書いている。
- 3つのロマンス Op.21
- 練習曲・変イ長調 (c.1832)
- ピアノソナタ ト短調 (1841-42)
- 即興曲・ホ長調 (c.1843)
- 前奏曲・ヘ短調
- 前奏曲とフーガ・嬰ヘ短調 (1845)
- J.S.バッハの主題による3つのフーガ(1845)
- ロマンス・ロ短調 (1856）
  - ブラームスの「ピアノソナタ第3番」第4楽章の主題による。
- マーチ・変ホ長調 (1879)

### ピアノ協奏曲
- イ短調 Op.7

### カデンツァ
- ベートーヴェン・ピアノ協奏曲 第3番, 第4番
- モーツァルト・ピアノ協奏曲 第20番

### 室内楽曲
- ピアノ三重奏曲 Op.17
- ピアノとヴァイオリンのための3つのロマンス Op.22

### 歌曲
- フリードリヒ・リュッケルトによる3つの詩 Op.12
  - ロベルトとの共作（全12曲）で、第2、4、11曲のみクララの作。残りはロベルトのOp.37。
- 6つの歌曲 Op.13
- ヘルマン・ロレットの「ユクンデ」からの6つの歌 Op.23 
  - リストが第3曲をピアノ独奏用に編曲している。

## 演じた女優

### 映画
- キャサリン・ヘプバーン - 『愛の調べ』
- ナスターシャ・キンスキー - 『哀愁のトロイメライ』
- マルティナ・ゲデック - 『クララ・シューマン 愛の協奏曲（ドイツ語版）』

### 舞台
- 城月美穂 - 宝塚歌劇団 月組公演『ミルテの花』（1972年12月、宝塚大劇場　主演:美里景/シューマン役）
- 伶美うらら - 宝塚歌劇団 宙組公演『翼ある人びと－ブラームスとクララ・シューマン－』（2014年）